# Gruppo FNM
Il Gruppo FNM (prima del 29 aprile 2006, Ferrovie Nord Milano) è una società per azioni italiana nel settore della mobilità integrata.
La società è quotata alla Borsa di Milano. Il capitale azionario è detenuto per il 57,57% dalla regione Lombardia, per il 14,74% dalle Ferrovie dello Stato Italiane, mentre il restante 27,68% è in mano a privati.
È presieduta da Andrea Gibelli dal 25 maggio 2015.
La società è quotata nell'indice FTSE Italia Small Cap della Borsa Italiana.
Il Gruppo FNM è uno dei soci fondatori di Volandia, il più grande museo aeronautico italiano e uno dei più grandi in Europa.

## Storia

### Fondazione e primi anni d'attività

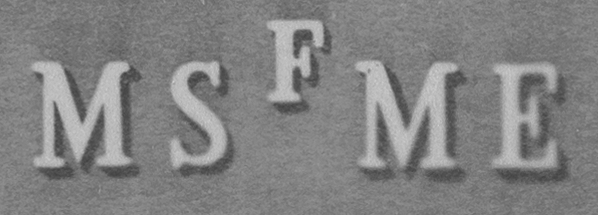
Logo di Ferrovie Milano–Saronno e Milano–Erba

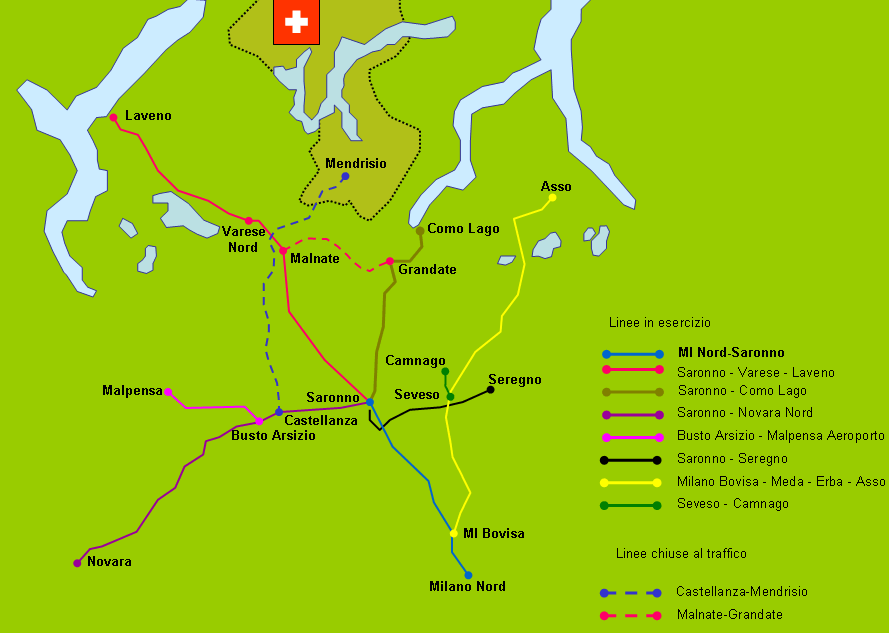
Mappa delle linee storiche delle Ferrovie Nord Milano

La Società Anonima Ferrovie Milano–Saronno e Milano–Erba (FMSME) fu fondata nel 1877 dal belga Albert Vaucamps allo scopo di costruire e gestire le linee ferroviarie omonime. In particolare la ferrovia Milano–Saronno fu inaugurata il 22 marzo 1879, mentre la Milano–Erba fu aperta il 31 dicembre dello stesso anno.
Nel 1883, la società fu ridenominata Società Anonima per le Ferrovie Nord Milano (FNM).
Nel 1888 fece il suo ingresso nel capitale sociale la Società per le Ferrovie del Ticino (SFT), controllata dalla Société anonyme belge-italienne de chemin de fer a sua volta controllata dalla Société générale de Belgique che, di fatto, divenne maggioritaria nella società ferroviaria italiana. La SFT gestiva in concessione le ferrovie Como–Varese–Laveno e Saronno–Malnate e la tranvia Como-Fino-Saronno che, grazie a un accordo tra la Provincia di Como, la società belga e le Ferrovie Nord Milano, furono passate a quest'ultima.
Nel 1890, la Società Anonima per la Ferrovia Novara-Seregno subconcesse l'esercizio ferroviario della sua linea alle Ferrovie Nord, mentre il 1º giugno 1898 fu inaugurato il tratto ferroviario Saronno–Grandate che consentì il collegamento diretto fra Milano e la città di Como.
Tra la fine del XIX secolo e l'inizio del XX, la società si trovò a gestire una vasta rete ferroviaria nel nord milanese posta a diretta concorrenza con quella gestita dalla Società per le Strade Ferrate del Mediterraneo. Nel 1907, a seguito della nazionalizzazione delle ferrovie, la Mediterranea, ora non più diretta concorrente, entrò nel capitale sociale della società rilevando le quote dalla società belga.
Nel 1917, la FNM ottenne dalla Società Anonima per la Ferrovia Novara–Seregno, l'esercizio della linea Castellanza–Valmorea. Fu costituita una società ad hoc per la costruzione della tratta svizzera fino a Mendrisio.
Nel 1922 fu prolungata la Milano–Erba fino ad Asso, mentre nel 1926 fu completata la costruzione del tratto svizzero della Ferrovia internazionale.

#### Cronologia delle aperture delle linee FNM
Di seguito sono riportate le varie aperture per anno delle linee ferroviarie delle FNM:
- Milano-Saronno, 22 marzo 1879;
- Milano-Erba, 31 dicembre 1879;
- Seveso-Camnago, 20 giugno 1880;
- Saronno-Malnate, 17 aprile-14 agosto 1884;
- Como-Varese, 29 giugno-24 settembre 1885;
- Varese-Laveno, 5 luglio 1886;
- Saronno-Novara, 27 giugno-5 ottobre 1887;
- Saronno-Seregno, 31 dicembre 1887;
- Grandate-Saronno, 1º giugno 1898;
- Castellanza-Cairate, 18 luglio 1904;
- Cairate-Valmorea, 31 dicembre 1915;
- Erba-Asso, 16 giugno 1922;
- Valmorea-Mendrisio, 28 giugno 1926;
- Busto Arsizio-Malpensa Aeroporto T1, maggio 1999;
- Malpensa Aeroporto T1-Malpensa Aeroporto T2, 18 dicembre 2016.

### L'epoca delle elettrificazioni e il dopoguerra
Dal 1929 iniziò il processo di elettrificazione che durò fino al dicembre 1956. Le prime tratte coinvolte furono la Milano–Saronno e la Milano–Meda entrambe nel 1929, mentre nel 1937 fu il turno della Saronno–Como.
Nel 1943 avvenne la fusione per incorporazione della Società Anonima per la Ferrovia Novara–Seregno, già partecipata dalle FNM, nella Società Anonima per le Ferrovie Nord Milano che divenne Ferrovie Nord Milano S.p.A. Nello stesso anno, anche la Società Ausiliare Lombarda Autotrasporti (ALA) fu incorporata nelle Ferrovie Nord portando in dotazione il suo pacchetto di concessione relative al trasporto pubblico su gomma.
Dopo la seconda guerra mondiale continuò il processo di elettrificazione.
Nel 1945 toccò la diramazione Seveso–Camnago, nel 1947 la tratta Meda-Erba e nel 1948 le tratte Erba-Asso e Grandate-Varese.
Nel 1950 toccò le tratte Saronno-Malnate e Varese-Laveno.
Tra il 1955-1956 vennero elettrificate le linee Saronno-Novara e Saronno-Seregno, mentre la Ferrovia di Valmorea non fu mai dotata di alimentazione elettrica.

### Le chiusure
Nel 1928 a soli due anni dall'apertura della ferrovia, il traffico internazionale sulla Mendrisio-Stabio fu sospeso e nel 1939 il capolinea fu spostato a Castiglione Olona.
Nel 1955 fu chiuso al traffico passeggeri la Seveso-Camnago per poi essere riattivata nel 19 febbraio 2006.
Nel 1958 fu soppresso il traffico passeggeri sulla Saronno–Seregno (per poi essere riattivato nel 10 dicembre 2012), mentre nel 1966 fu soppressa completamente la Malnate–Grandate, terminando le corse dirette fra Varese e Como.
Nel 1977 si chiuse l'ultimo tratto sopravvissuto della Ferrovia internazionale: la Castellanza-Castiglione Olona.

### La regionalizzazione
Una novità importante per le Ferrovie Nord Milano arrivò nel 1974, quando la Mittel - Società industriale mediterranea S.p.A. (che dal 1969 fu la denominazione della Mediterranea) cedette il controllo alla Regione Lombardia.
Agli inizi degli anni ottanta, l'amministrazione regionale procedette a una ristrutturazione aziendale. Questa culminò nel 1985 con la trasformazione della Ferrovie Nord Milano S.p.A. in holding e con il trasferimento dei rami aziendali in società separate e controllate dalla capogruppo. Si costituirono due società:
- la Ferrovie Nord Milano Esercizio S.p.A., la cui competenza era rivolta alla rete ferroviaria (infrastruttura, trasporto di passeggeri e merci);
- la Ferrovie Nord Milano Autoservizi S.p.A., che si sarebbe occupata dei trasporti pubblici automobilistici.

Nel 1993, le due controllate incorporarono i rami aziendali della Società Nazionale Ferrovie e Tramvie relativi al trasporto ferroviario e su gomma, estendendo la zona servita dal gruppo anche alle province di Cremona e di Brescia.
Il 21 dicembre 1997 viene inaugurato il primo tratto del Passante Ferroviario di Milano tra le stazioni di Milano Nord Bovisa e Milano Porta Venezia. Il 30 maggio 1999 con l’attivazione della tratta sino all’aeroporto di Milano Malpensa inizia il servizio Malpensa Express che collega la stazione di Milano Cadorna con l’aeroporto di Malpensa 2000.

### Anni 2000
Nel 2004, la società decise di separare la gestione dell'infrastruttura ferroviaria da quella del traffico. Dalla Ferrovie Nord Milano Esercizio SpA nacquero la Ferrovie Nord Cargo, dedicata al trasporto merci, e la Ferrovie Nord Milano Trasporti, rivolta al ramo passeggeri.
Nel mese di aprile 2006, fu rinnovato il logo e furono ridenominate tutte le società del gruppo FNM. In particolare:
- Ferrovie Nord Milano Trasporti Srl ha assunto la denominazione LeNord Srl;
- Ferrovie Nord Milano Esercizio SpA è stata rinominata in Ferrovienord SpA;
- Ferrovie Nord Cargo Srl è stata rinominata in NordCargo Srl.

La capogruppo Ferrovie Nord Milano SpA ha invece cambiato denominazione in FNM SpA.
Il 9 settembre 2007 viene attivato il quadruplicamento dei binari tra Cadorna e Bovisa, la tratta urbana della rete dove convergono le linee da e per Saronno, Como, Asso, Varese-Laveno, Novara e Malpensa. La sua realizzazione ha richiesto nove anni di lavori.
Nell'agosto 2009, a seguito della fase di stipula del contratto di servizio relativo al trasporto regionale ferroviario lombardo per il periodo 2009-2014, il gruppo costituì assieme a Trenitalia la società Trenitalia LeNord (TLN). Questa società rilevò nel corso dell'anno, sia il ramo d'azienda di LeNord, sia la divisione regionale della società del gruppo FS allo scopo di gestire il servizio ferroviario passeggeri regionale della Lombardia. Dopo due anni, il 3 maggio, la divisione di Trenitalia e LeNord si fusero per incorporazione all'interno di TLN che assunse il nuovo nome di Trenord. Nel dicembre 2012 la Regione Lombardia e le FNM riattivano la linea Saronno-Seregno, soppressa nel 1958, rimodernando il tracciato ora a doppio binario da Saronno a Ceriano Laghetto - Groane, creando stazioni di interscambio a Saronno Sud (linea Milano-Saronno) e Cesano Maderno (linea Milano-Meda-Asso). Il percorso parte da Saronno per procedere in trincea e in sotterranea sottopassando la linea a quattro binari Milano-Saronno e la Strada Statale Monza-Saronno, fino alla campagna solarese; poi prosegue sul vecchio tracciato rimodernato. Sulla linea, che fa parte del servizio ferroviario regionale S9, circolano materiali composti da locomotive monocabina E464 e carrozze piano ribassato oppure TAF, collegando ogni 30 minuti Saronno con Seregno e Albairate.

## Rete ferroviaria

### In servizio
L'attività è organizzata in due sezioni: il Ramo Milano e il Ramo Iseo.
Ramo Milano
- Milano-Seveso-Asso (compresa la diramazione Seveso-Camnago);
- Milano-Saronno;
- Saronno-Novara;
- Saronno-Seregno;
- Busto Arsizio-Malpensa;
- Saronno-Como;
- Saronno-Varese-Laveno.

Ramo Iseo
- Brescia-Iseo-Edolo con diramazione Bornato-Rovato.

### Soppresse
- Como-Varese, inaugurata nel 1885 e soppressa il 31 luglio 1966;
- Castellanza-Mendrisio, inaugurata a tratte tra il 1904 e il 1926, soppressa tra il 1928 e il 1977 e riaperta solo per scopi turistici tra il 1995 e il 2007.

### Linee non realizzate
- Erba-Incino - Bellagio, nel 1893 erano in corso i progetti, da parte delle FNM, del prolungamento della Milano - Erba-Incino passando per Asso, Candalino-Maisano, Onno, Vassena, Limonta Alta, Regatola, ma i lavori non partirono mai. Il progetto fu ripreso nel marzo 1995 per iniziativa della Comunità Montana del Triangolo Lariano, il nuovo tratto ferroviario dopo il capolinea attuale di Asso la linea entrava in galleria, quindi tornava in superficie fino a Barni, per poi inabissarsi nuovamente in un lungo tunnel fino alla frazione Visgnola di Bellagio, anche questa ipotesi rimase su carta[10].
- Arosio-Romanò Fornaci, con le aperture delle linee Renate-Romanò Fornaci e Monza-Molteno, all'epoca gestite fino al 1913 dalle Ferrovie Nord[11], la zona industriale delle Fornaci di Briosco era intenzionata a realizzare un collegamento diretto a Monza[12], con eventuale estensione ad Arosio e congiunzione con la linea per Asso, ma il progetto non fu mai realizzato.

## Le società del Gruppo FNM

### Ferrovienord
L'oggetto sociale di questa società, il cui capitale sociale è interamente di proprietà della FNM, è quello di gestire l'infrastruttura ferroviaria sulla base di concessione dello Stato italiano ex RD n. 1447/1912 fino al 2060. Si tratta delle linee ferroviarie costruite da Ferrovie Nord Milano a cavallo del XIX e XX secolo e della ferrovia Brescia-Iseo-Edolo.

### Trenord
È una società a responsabilità limitata, costituita dalla società capogruppo assieme a Trenitalia, che ha rilevato le attività di LeNord e della divisione regionale della società appartenente al gruppo FS. Ha stipulato con la regione Lombardia il contratto di servizio 2009/2014 relativo al trasporto pubblico ferroviario regionale.

### Milano Serravalle - Milano Tangenziali
È un'azienda che opera nel settore della gestione in concessione di tratti autostradali; detiene fino al 2028 le concessioni della A7 da Milano a Serravalle Scrivia, direttamente di tre tangenziali (Est interna, Ovest e Nord) del capoluogo lombardo, indirettamente (tramite Società Tangenziali Esterne di Milano) della Tangenziale Est esterna, della Tangenziale di Pavia e del raccordo che congiunge questa con l'A7. La rete infrastrutturale da essa gestita copre oltre 180 chilometri di autostrada.
Dal 28 luglio 2022 FNM Group è azionista unico della società. 

### Ferrovie Nord Milano Autoservizi
Questa società si occupa della gestione del trasporto pubblico automobilistico. Serve la Provincia di Milano, la Provincia di Varese, la Provincia di Como, e la Val Camonica.

### Altre società
Il gruppo è composto anche dalle seguenti società:
- Nord_Ing Srl si occupa dei servizi di ingegneria, di progettazione e di sostegno tecnico per lo sviluppo dell'infrastruttura ferroviaria. Attualmente il 100% del capitale sociale è di proprietà di Ferrovienord SpA;
- NordCom SpA effettua servizi informatici sia per le società del gruppo sia per le pubbliche amministrazioni;
- Nordenergia SpA produttore di energia elettrica;
- E-vai Srl commercializza, tramite noleggio o locazione, veicoli a basso impatto ambientale.
- Azienda Trasporti Verona Srl (ATV) svolge i servizi di trasporto pubblico su gomma urbano nei comuni di Verona e Legnago ed extraurbano in tutta la provincia di Verona. È partecipata al 50%.[15]
- BusForFun.com Srl start-up di trasporto condiviso e sostenibile verso grandi eventi del mondo del divertimento. FNM detiene il 40% della società;[16]
- Milano Serravalle Engineering S.r.l. è una società controllata al 100% dal gruppo tramite le partecipazioni in Milano Serravalle - Milano Tangenziali SpA. Si occupa di consulenza ingegnerestica alle infrastrutture stradali della concessionaria.
- Società Tangenziali Esterne di Milano è azionista di maggioranza (32%) assieme ad Autostrade per l'Italia. L'azienda ha in concessione la gestione della autostrada A58.
- Malpensa Intermodale S.r.l. è una società costituita a dicembre 2018 per svolgere servizi terminalistici nel settore del trasporto intermodale. Malpensa Intermodale opera presso il terminal di Sacconago nel Comune di Busto Arsizio.
- Malpensa Distripark è stata costituita nell’ottobre 2019 e si occupa di tutte le attività che riguardano la gestione di strutture per la movimentazione delle merci, l’organizzazione logistica e la distribuzione fisica dei prodotti.
- FNMPAY società costituita ad ottobre 2020 con l’obiettivo di sviluppare all’interno del Gruppo FNM competenze e soluzioni distintive in ambito accettazione di pagamenti e servizi connessi.
- Viridis Energia è un operatore integrato delle energie rinnovabili, in grado di sviluppare e gestire, direttamente e con il supporto dei propri partner strategici, tutte le principali fasi della value chain industriale. FNM detiene l’80% della società[17].
- Sportit è una PMI innovativa nata nel 2016 che si rivolge a community definite di sportivi tramite piattaforme digitali evolute che permettono agli appassionati di pianificare e acquistare una vacanza sportiva. La società è attiva con i brand Snowit, Tribala, Discovera e Bikeit. FNM detiene il 33% della società[18].
- Mbility S.r.l. è una società che facilita la reperibilità e incrementa l’offerta di servizi di trasporto, anche accompagnato, per persone fragili o con disabilità attraverso la piattaforma digitale di proprietà. FNM detiene il 30,77% delle quote della società[19].

Inoltre, FNM SpA possiede il 40% del capitale sociale di DB Cargo Italia società del gruppo Deutsche Bahn AG che si occupa del trasporto di merci ferroviario e il 50% di Omnibus partecipazioni, la quale a sua volta detiene il controllo del 49% di ASF Autolinee.
Altre società appartennero al gruppo:
- AvioNord, ceduta a NGC Medical nel 2008[22];
- CargoClay, società per il trasporto di merci su ferrovia, ceduta ad Argo Finanziaria nel 2007[23];
- LeNord Srl, fu la società che gestì il trasporto passeggeri sulla rete FNM e su alcune suburbane milanesi tra il 2004 e il 2011, incorporata in quell'anno in Trenord;
- VieNord Srl, svolse i servizi commerciali e di marketing per conto delle altre controllate, si fuse in Ferrovienord nel 2011[24].